# BGL Luxembourg Open 2012 - Qualificazioni singolare
Le qualificazioni del singolare del BGL Luxembourg Open 2012 sono state un torneo di tennis preliminare per accedere alla fase finale della manifestazione. I vincitori dell'ultimo turno sono entrati di diritto nel tabellone principale. In caso di ritiro di uno o più giocatori aventi diritto a questi sono subentrati i lucky loser, ossia i giocatori che hanno perso nell'ultimo turno ma che avevano una classifica più alta rispetto agli altri partecipanti che avevano comunque perso nel turno finale.

## Teste di serie
Le prime due teste di serie ricevono un bye per il secondo turno.
1. Irina-Camelia Begu (secondo turno)
2. Andrea Hlaváčková (secondo turno)
3. Lara Arruabarrena Vecino (secondo turno)
4. Anne Keothavong (ultimo turno, Lucky Loser)

1. Garbiñe Muguruza Blanco (qualificata)
2. Tatjana Maria (qualificata)
3. Annika Beck (qualificata)
4. Vera Duševina (qualificata)

## Qualificate
1. Garbiñe Muguruza Blanco
2. Annika Beck

1. Tatjana Maria
2. Vera Duševina

### Lucky Loser
1. Anne Keothavong

## Tabellone qualificazioni

### Sezione 1
|  | Primo turno      | Primo turno           | Primo turno           | Primo turno           | Primo turno |  |  | Secondo turno | Secondo turno      | Secondo turno | Secondo turno    | Secondo turno    |   |   | Ultimo turno | Ultimo turno     | Ultimo turno     | Ultimo turno | Ultimo turno |  |
|  |                  |                       |                       |                       |             |  |  |               |                    |               |                  |                  |   |   |              |                  |                  |              |              |  |
|  |                  |                       |                       |                       |             |  |  |               |                    |               |                  |                  |   |   |              |                  |                  |              |              |  |
|  |                  |                       |                       |                       |             |  |  | 1             | Irina-Camelia Begu | 3             | 1                | r                |   |   |              |                  |                  |              |              |  |
|  | Irina Chromačëva | Irina Chromačëva      | 3                     | 7                     | 6           |  |  |               | Irina Chromačëva   | 6             | 3                |                  |   |   |              |                  |                  |              |              |  |
|  | Bibiane Schoofs  | Bibiane Schoofs       | 6                     | 5                     | 4           |  |  |               |                    |               |                  |                  |   |   |              | Irina Chromačëva | Irina Chromačëva | 3            | 1            |  |
|  | Petra Rampre     | Petra Rampre          | Petra Rampre          | 5                     | 2           |  |  |               |                    | 5             | Garbiñe Muguruza | Garbiñe Muguruza | 6 | 6 |              |                  |                  |              |              |  |
|  | Johanna Konta    | Johanna Konta         | Johanna Konta         | 7                     | 6           |  |  |               | Johanna Konta      | 6             | 3                | 5                |   |   |              |                  |                  |              |              |  |
|  |                  | Bethanie Mattek-Sands | Bethanie Mattek-Sands | Bethanie Mattek-Sands |             |  |  | 5             | Garbiñe Muguruza   | 4             | 6                | 7                |   |   |              |                  |                  |              |              |  |
|  | 5                | Garbiñe Muguruza      | Garbiñe Muguruza      | Garbiñe Muguruza      | w/o         |  |  |               |                    |               |                  |                  |   |   |              |                  |                  |              |              |  |

### Sezione 2
|  | Primo turno        | Primo turno          | Primo turno          | Primo turno | Primo turno |  |  | Secondo turno | Secondo turno      | Secondo turno | Secondo turno | Secondo turno |   |   | Ultimo turno | Ultimo turno       | Ultimo turno | Ultimo turno | Ultimo turno |  |
|  |                    |                      |                      |             |             |  |  |               |                    |               |               |               |   |   |              |                    |              |              |              |  |
|  |                    |                      |                      |             |             |  |  |               |                    |               |               |               |   |   |              |                    |              |              |              |  |
|  |                    |                      |                      |             |             |  |  | 2             | Andrea Hlaváčková  | 3             | 6             | 65            |   |   |              |                    |              |              |              |  |
|  | Anna-Lena Friedsam | Anna-Lena Friedsam   | Anna-Lena Friedsam   | 6           | 6           |  |  |               | Anna-Lena Friedsam | 6             | 3             | 7             |   |   |              |                    |              |              |              |  |
|  | Jennifer Elie      | Jennifer Elie        | Jennifer Elie        | 1           | 0           |  |  |               |                    |               |               |               |   |   |              | Anna-Lena Friedsam | 6            | 4            | 1            |  |
|  | Andreja Klepač     | Andreja Klepač       | Andreja Klepač       | 3           | 5           |  |  |               |                    | 7             | Annika Beck   | 1             | 6 | 6 |              |                    |              |              |              |  |
|  | Eva Birnerová      | Eva Birnerová        | Eva Birnerová        | 6           | 7           |  |  |               | Eva Birnerová      | Eva Birnerová | 3             | 0             |   |   |              |                    |              |              |              |  |
|  |                    | Mervana Jugić-Salkić | Mervana Jugić-Salkić | 4           | 3           |  |  | 7             | Annika Beck        | Annika Beck   | 6             | 6             |   |   |              |                    |              |              |              |  |
|  | 7                  | Annika Beck          | Annika Beck          | 6           | 6           |  |  |               |                    |               |               |               |   |   |              |                    |              |              |              |  |

### Sezione 3
|  | Primo turno       | Primo turno              | Primo turno              | Primo turno | Primo turno |  |  | Secondo turno | Secondo turno            | Secondo turno            | Secondo turno | Secondo turno |   |   | Ultimo turno | Ultimo turno  | Ultimo turno  | Ultimo turno | Ultimo turno |  |
|  |                   |                          |                          |             |             |  |  |               |                          |                          |               |               |   |   |              |               |               |              |              |  |
|  | 3                 | Lara Arruabarrena Vecino | Lara Arruabarrena Vecino | 7           | 6           |  |  |               |                          |                          |               |               |   |   |              |               |               |              |              |  |
|  |                   | Madison Brengle          | Madison Brengle          | 65          | 2           |  |  | 3             | Lara Arruabarrena Vecino | Lara Arruabarrena Vecino | 2             | 5             |   |   |              |               |               |              |              |  |
|  | Aravane Rezaï     | Aravane Rezaï            | 4                        | 6           | 7           |  |  |               | Aravane Rezaï            | Aravane Rezaï            | 6             | 7             |   |   |              |               |               |              |              |  |
|  | Marina Mel'nikova | Marina Mel'nikova        | 6                        | 1           | 5           |  |  |               |                          |                          |               |               |   |   |              | Aravane Rezaï | Aravane Rezaï | 1            | 6            |  |
|  | Mallory Burdette  | Mallory Burdette         | 5                        | 6           | 3           |  |  |               |                          | 6                        | Tatjana Maria | Tatjana Maria | 6 | 7 |              |               |               |              |              |  |
|  | Tereza Smitková   | Tereza Smitková          | 7                        | 3           | 6           |  |  |               | Tereza Smitková          | Tereza Smitková          | 3             | 4             |   |   |              |               |               |              |              |  |
|  | WC                | Tori Kinard              | Tori Kinard              | 3           | 4           |  |  | 6             | Tatjana Maria            | Tatjana Maria            | 6             | 6             |   |   |              |               |               |              |              |  |
|  | 6                 | Tatjana Maria            | Tatjana Maria            | 6           | 6           |  |  |               |                          |                          |               |               |   |   |              |               |               |              |              |  |

### Sezione 4
|  | Primo turno | Primo turno      | Primo turno     | Primo turno | Primo turno |  |  | Secondo turno | Secondo turno   | Secondo turno   | Secondo turno  | Secondo turno  |   |   | Ultimo turno | Ultimo turno    | Ultimo turno    | Ultimo turno | Ultimo turno |  |
|  |             |                  |                 |             |             |  |  |               |                 |                 |                |                |   |   |              |                 |                 |              |              |  |
|  | 4           | Anne Keothavong  | 7               | 1           | 6           |  |  |               |                 |                 |                |                |   |   |              |                 |                 |              |              |  |
|  |             | Sandra Záhlavová | 5               | 6           | 2           |  |  | 4             | Anne Keothavong | Anne Keothavong | 6              | 7              |   |   |              |                 |                 |              |              |  |
|  | WC          | Laura Correia    | Laura Correia   | 1           | 1           |  |  |               | Jasmina Tinjić  | Jasmina Tinjić  | 2              | 5              |   |   |              |                 |                 |              |              |  |
|  |             | Jasmina Tinjić   | Jasmina Tinjić  | 6           | 6           |  |  |               |                 |                 |                |                |   |   | 4            | Anne Keothavong | Anne Keothavong | 4            | 3            |  |
|  | WC          | Claudine Schaul  | Claudine Schaul | 4           | 4           |  |  |               |                 | 8               | Vera Dushevina | Vera Dushevina | 6 | 6 |              |                 |                 |              |              |  |
|  |             | Kim Grajdek      | Kim Grajdek     | 6           | 6           |  |  |               | Kim Grajdek     | Kim Grajdek     | 2              | 1              |   |   |              |                 |                 |              |              |  |
|  |             | Catalina Castaño | 6               | 4           | 1           |  |  | 8             | Vera Dushevina  | Vera Dushevina  | 6              | 6              |   |   |              |                 |                 |              |              |  |
|  | 8           | Vera Dushevina   | 3               | 6           | 6           |  |  |               |                 |                 |                |                |   |   |              |                 |                 |              |              |  |